# Deviz (entreprise marocaine)
Modèle:Infobox entreprise
Deviz est une startup marocaine opérant dans le domaine de la fintech. Elle développe une plateforme numérique visant à faciliter et moderniser le change de devises au Maroc en connectant les clients aux bureaux de change agréés.

## Historique
Deviz a été fondée en 2025 avec pour objectif de répondre aux difficultés structurelles du marché du change au Maroc, notamment la fragmentation des acteurs, le manque de transparence sur les taux appliqués et l’absence de digitalisation d’une grande partie des bureaux de change.

## Activité
La plateforme propose un modèle B2B2C :
- pour les clients, elle vise à offrir plus de transparence et la possibilité de comparer ou réserver des taux en temps réel ;
- pour les bureaux de change agréés, elle constitue un canal digital pour attirer de nouveaux clients et optimiser leur gestion.

## Contexte
Le marché marocain du change représente plus de 12 milliards de dirhams échangés chaque année, avec plus de 700 bureaux agréés répartis sur le territoire. Malgré ce volume important, le secteur reste peu digitalisé, ce qui limite son efficacité et sa compétitivité face aux banques et aux plateformes internationales. Deviz ambitionne d’apporter une solution technologique pour moderniser ce marché.